# La Paz
Pour les articles homonymes, voir La Paz (homonymie).
La Paz (officiellement, Nuestra Señora de La Paz en espagnol, ou Chuqi Yapu en aymara ; litt. en français : « La Paix ») est le siège du gouvernement de l'État plurinational de Bolivie et par le nombre d'habitants la troisième ville du pays (derrière Santa Cruz de la Sierra et El Alto). Sa région métropolitaine, qui comprend les municipalités de La Paz, El Alto et Viacha, est la plus peuplée du pays, atteignant une population de 2,3 millions d'habitants. Elle est pour les Boliviens la capitale administrative du pays, Sucre étant la capitale constitutionnelle.
Située dans l'ouest de la Bolivie à 68 km au sud-est du lac Titicaca, La Paz se trouve sur un canyon créé par le fleuve Choqueyapu. Il est situé dans une dépression en forme de bol entourée par les hautes montagnes de l'Altiplano. Surplombant la ville se trouve l'Illimani. Ses pics sont toujours couverts de neige et elle peut être vue dans de nombreuses parties de la ville. En raison de sa latitude, La Paz a un climat subtropical, avec des étés pluvieux et des hivers secs.
La Paz est également un centre culturel important de la Bolivie, elle accueille plusieurs monuments appartenant à l'époque coloniale, comme l'église de San Francisco, la cathédrale métropolitaine, la place Murillo et la rue Jaén. La ville est réputée pour ses marchés uniques, en particulier le marché des Sorcières, et pour sa vie nocturne animée. Sa topographie inhabituelle offre des vues uniques de la ville à partir de nombreux points de vue naturels. Le réseau de téléphériques urbains de La Paz est le plus long et le plus haut du monde. Depuis le 7 décembre 2014, La Paz est classée dans la liste des sept nouvelles villes-merveilles.

## Histoire
Fondée le 20 octobre 1548 par le capitaine Alonso de Mendoza, qui est né en Garrovillas de Alconétar (Cáceres, Espagne), sous le nom de Ciudad de Nuestra Señora de La Paz (la Ville de Notre Dame de la Paix), la ville a prospéré grâce à sa situation stratégique sur les routes commerciales. À la suite de la guerre d’indépendance (1809 – 1825), la ville changea de nom pour devenir La Paz de Ayacucho en hommage à la victoire d’Ayacucho. La Paz devient le siège du gouvernement bolivien en 1898.
Actuellement, l'aire métropolitaine compte environ deux millions d'habitants. El Alto, anciennement la banlieue de la ville de La Paz, est depuis 1985 une ville à part entière, devenant la troisième ville la plus peuplée du pays. Elle occupe les hauts plateaux surplombant la capitale. Au cours de la deuxième moitié du XXe siècle, La Paz a progressivement été détrônée à la tête de l'économie bolivienne par la ville de Santa Cruz de la Sierra (aujourd'hui capitale économique du pays).
La ville a été, depuis toujours, le siège des bouleversements politiques et sociaux qui ont marqué l'histoire du pays, comme le cri libertaire du 16 juillet 1809[Quoi ?] ou bien d'autres, plus récents, comme la révolution nationale en 1952.
La ségrégation des Cholitas (femmes, indigènes et pauvres) s'est poursuivie jusqu'aux années 1980. Elles n’avaient alors pas le droit de pénétrer dans certains lieux publics et étaient interdites de séjour dans les cinémas et certains restaurants[évasif].

## Géographie

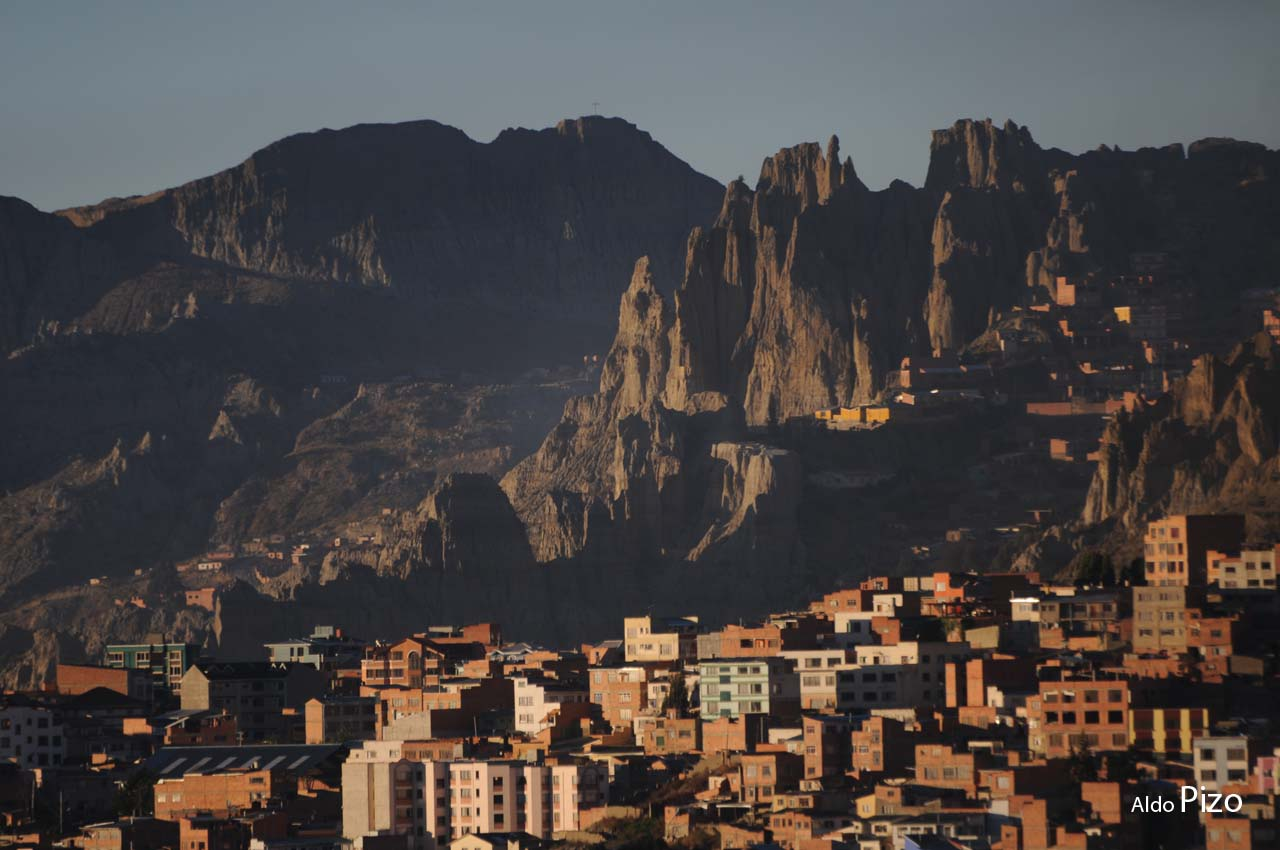
La ville de La Paz est entourée par des montagnes.

La ville de La Paz s’est développée dans la vallée de Chuquiago Marka entourée par les montagnes Huayna Potosí (6 088 m) et Nevado Illimani (6 460 m), non loin du lac Titicaca. Elle est située dans le département de La Paz, dans la province de Murillo. Sa topographie atypique en fait la capitale la plus haute du monde. La ville, dont le centre se situe à 3 640 m d’altitude, s’étend sur un dénivelé de plus de 1 000 m entre les quartiers aisés de la zone sud : Florida, la Rinconada, Achumani, ou Aranjuez (3 020 m) et le haut plateau d’El Alto (4 000 m), refuge des classes défavorisées.
La Paz forme une cuvette où se trouve une plaine au milieu et où les quartiers historiques se sont développés comme Sopocachi (des quartiers aujourd'hui riches et où les gratte-ciel poussent comme des champignons). Après la Seconde Guerre mondiale, l'accroissement démographique causé par l'exode rural et la transition démographique a étendu les limites de La Paz directement à flanc de montagne, sur ce qui sont appelés les laderas (et où il n'y avait à l'origine que de simples haciendas). Les laderas saturées à partir des années 1980, les habitants se sont ensuite déversés à même l'Altiplano sur El alto.
La cuvette de La Paz accueillait, durant la préhistoire, un immense lac qui s'est asséché il y a 15 000 ans. La cuvette de La Paz demeure ainsi, encore aujourd'hui, une grande nappe phréatique. L'humidité de la cuvette est à l'origine, lors de la saison des pluies, de glissements de terrain réguliers et meurtriers sur les laderas (où les immeubles populaires, généralement construits sans cadastre et en brique non stuquée, possèdent des fondations approximatives).

## Climat
Il y fait plutôt froid toute l'année, même si la topographie implique différents climats. Deux saisons sont bien marquées. L'été, les températures atteignent 17–20 °C, au centre-ville. Néanmoins, les précipitations se concentrent durant l'été (l'hiver dans l'hémisphère nord). Ce qui a pour conséquence de rafraîchir passablement l'atmosphère. C'est également pour cela que les quelques précipitations sous forme de neige ont plus de probabilité de se produire en été. L'hiver est très sec et toujours ensoleillé. L'amplitude thermique y est assez élevée (–5 à 20 °C). Le rayonnement solaire fait beaucoup de dégâts. La douce sensation de chaleur au soleil fait oublier ses risques, surtout à cette altitude.
La classification de Köppen classe le climat de La Paz comme ET, soit un climat de toundra, car la température du mois le plus chaud est comprise entre 0 °C et 10 °C (octobre à mars avec 8 °C). L'été est donc une saison peu marquée.
| Mois                                | jan. | fév. | mars | avril | mai | juin | jui. | août | sep. | oct. | nov. | déc. | année |
| ----------------------------------- | ---- | ---- | ---- | ----- | --- | ---- | ---- | ---- | ---- | ---- | ---- | ---- | ----- |
| Température minimale moyenne (°C)   | 3    | 3    | 3    | 2     | 0   | −2   | −2   | −1   | 0    | 2    | 3    | 3    | 1     |
| Température moyenne (°C)            | 8    | 8    | 8    | 7     | 6   | 5    | 5    | 6    | 7    | 8    | 8    | 8    | 7     |
| Température maximale moyenne (°C)   | 12   | 13   | 13   | 13    | 13  | 12   | 12   | 13   | 13   | 14   | 15   | 14   | 13    |
| Record de froid (°C)                | 0    | 0    | −2   | −2    | −11 | −11  | −10  | −7   | −7   | −3   | −3   | −5   | −11   |
| Record de chaleur (°C)              | 27   | 20   | 26   | 30    | 30  | 23   | 22   | 21   | 23   | 22   | 21   | 22   | 30    |
| Précipitations (mm)                 | 130  | 104  | 71   | 36    | 13  | 5    | 8    | 15   | 30   | 41   | 51   | 94   | 598   |
| Nombre de jours avec précipitations | 21   | 18   | 16   | 9     | 5   | 2    | 2    | 4    | 9    | 9    | 11   | 18   |       |

## Transports

### Télécabine
Une télécabine reliant les villes de La Paz et d'El Alto est mise en service le 30 mai 2014, le réseau comptera plus de 10 lignes lorsque sa construction sera achevée.

### Bus
La ville a inauguré en 2014 le premier système organisé de transports du pays. Un réseau de bus, fabriqués en Chine et surnommés Puma Katari, sillonne les artères principales observant des arrêts fixes. C'est une nouveauté remarquable en comparaison avec les « micros » (bus) antérieurs qui s'arrêtaient à la demande et avaient une faible vitesse d'exploitation.
Les bus arborent une livrée originale reprenant en dessin des symboles de la ville et du pays. Il est prévu d'introduire progressivement des bus à deux étages afin d'augmenter l'attractivité de ce mode de transport et de desservir de nouveaux quartiers.

### Aéroport
L'aéroport international El Alto se situe dans la ville voisine d'El Alto, en plein Altiplano bolivien. Construit à plus de 4 000 m d'altitude, il a la particularité d'être l'aéroport international le plus élevé au monde. Il a longtemps été impossible aux jets modernes de pouvoir atterrir ou décoller de La Paz. Le premier avion à réussir cet exploit est le tri-réacteur B727, durant les années 1970. C'est la défunte compagnie bolivienne LAB qui a incorporé cet avion à sa flotte, ce qui permit à l'aéroport d'entrer dans une nouvelle phase de développement : l'aéroport a également une vocation « scientifique ». Les performances des avions en développement sont régulièrement testées à cette altitude afin de vérifier la sécurité des réacteurs et des appareils de navigation.
D'importants travaux sont entrepris afin d'agrandir le terminal de l'aéroport. Il connait une fréquentation en constante augmentation et ses infrastructures ne répondaient plus aux exigences modernes de confort et de sécurité. L'altitude reste un frein certain à son développement. Il est souvent déconseillé d'arriver directement par voie aérienne à La Paz. Le mal d'altitude peut vous foudroyer[Quoi ?] dès votre arrivée. L'aéroport met à disposition des masques à oxygène pour les voyageurs incommodés. L’œdème cérébral et l'œdème pulmonaire ne peuvent être totalement exclus. Il est recommandé de s'adresser à un médecin qui conseillera au mieux les précautions à observer par les voyageurs.

### Voiture
La voiture est le principal moyen de locomotion des Paceños. La surpopulation de la ville, couplée à un phénomène de migration pendulaire d'El Alto vers La Paz, sont à l'origine d'embouteillages quotidiens partout dans la ville et dans sa banlieue. Ces embouteillages (de voitures qui, pour beaucoup, ont fait leur temps et ont des normes climatiques obsolètes) font de La Paz une ville très polluée. La mairie organise ainsi, tous les ans depuis 2011, une journée sans voiture afin de permettre aux Paceños de respirer[non neutre]. La Paz est également une ville où l'insécurité routière règne ; les règles de sécurité routière, dans le chaos urbain de La Paz, ne sont pas respectées par les automobilistes ni par les piétons.

## Divisions administratives
La ville de La Paz est divisée en 9 « macrodistricts » (macrodistritos), contenant chacun une mairie locale. À travers ces institutions se décentralisent certaines activités administratives et fiscales. Les « macrodistritos » correspondent à l'aire rurale de la ville et occupent la majorité de la surface de la cité. Les macrodistricts urbains sont au nombre de sept et se trouvent tout au sud de la ville ; ils concentrent aussi la majorité de la population.
| Districts de la ville de La Paz |             |            |                  |        |       |
|                                 |             |            |                  |        |       |
| #                               | District    | Population | Superficie (km²) | Type   | Carte |
| 1                               | Mallasa     | 5 082      | 32,68            | Urbain |       |
| 2                               | Zona Sur    | 127 228    | 64,15            | Urbain |       |
| 3                               | San Antonio | 115 659    | 22,59            | Urbain |       |
| 4                               | Periférica  | 159 123    | 26,05            | Urbain |       |
| 5                               | Max Paredes | 164 566    | 13,31            | Urbain |       |
| 6                               | Centro      | 64 272     | 5,22             | Urbain |       |
| 7                               | Cotahuma    | 153 655    | 16,10            | Urbain |       |
| 23                              | Zongo       |            |                  | Rural  |       |
| 22                              | Hampaturi   |            |                  | Rural  |       |

| Quartiers de la ville de La Paz | Quartiers de la ville de La Paz | Quartiers de la ville de La Paz | Quartiers de la ville de La Paz | Quartiers de la ville de La Paz    |
| #                               | District                        | Carte                           | Quartiers | Rues principales                   |
| ------------------------------- | ------------------------------- | ------------------------------- | --- | ---------------------------------- |
| 1                               | Mallasa                         |                                 | Amor de Dios • Mallasa • Muela del Diablo • Mallasilla • Jupapina                                                                   | Carretera principal Rio abajo      |
| 2                               | Zona Sur                        |                                 | Obrajes • Bella Vista • Bolonia • Irpavi • Calacoto • Cota Cota • Achumani • Ovejuyo • Koani • La Florida • Seguencoma • San Miguel | Avenida Ballivián                  |
| 3                               | San Antonio                     |                                 | San Antonio • Villa Copacabana • Pampahasi • Valle Hermoso • Kupini • Villa Armonía • Callapa, •San Isidro                          | Avenida cd del niño                |
| 4                               | Periférica                      |                                 | Achachicala • Chuquiaguillo • Villa Fátima • Vino Tinto •5 Dedos • Santiago de Lacaya • Rosasani                                    | Avenida Grl Juan Jose Torres       |
| 5                               | Max Paredes                     |                                 | Munaypata • La Portada • El Tejar • Gran Poder • Obispo Indaburu • Chamoco Chico • Munaypata • Pura Pura • Ciudadela Ferroviaria    | Avenida Naciones Unidas            |
| 6                               | Zona Centro                     |                                 | Casco Urbano Central • San Jorge • Miraflores • Barrio Gráfico • San Sebastián • Santa Bárbara • Parque Urbano Central              | Avenida Arce • Avenida 16 de Julio |
| 7                               | Cotahuma                        |                                 | Sopocachi • Alto Sopocachi • Pasankeri • Tembladerani • Alpacoma • Belén • Tacagua • San Pedro • Bajo Llojeta                       | Avenida Buenos Aires               |

## Démographie

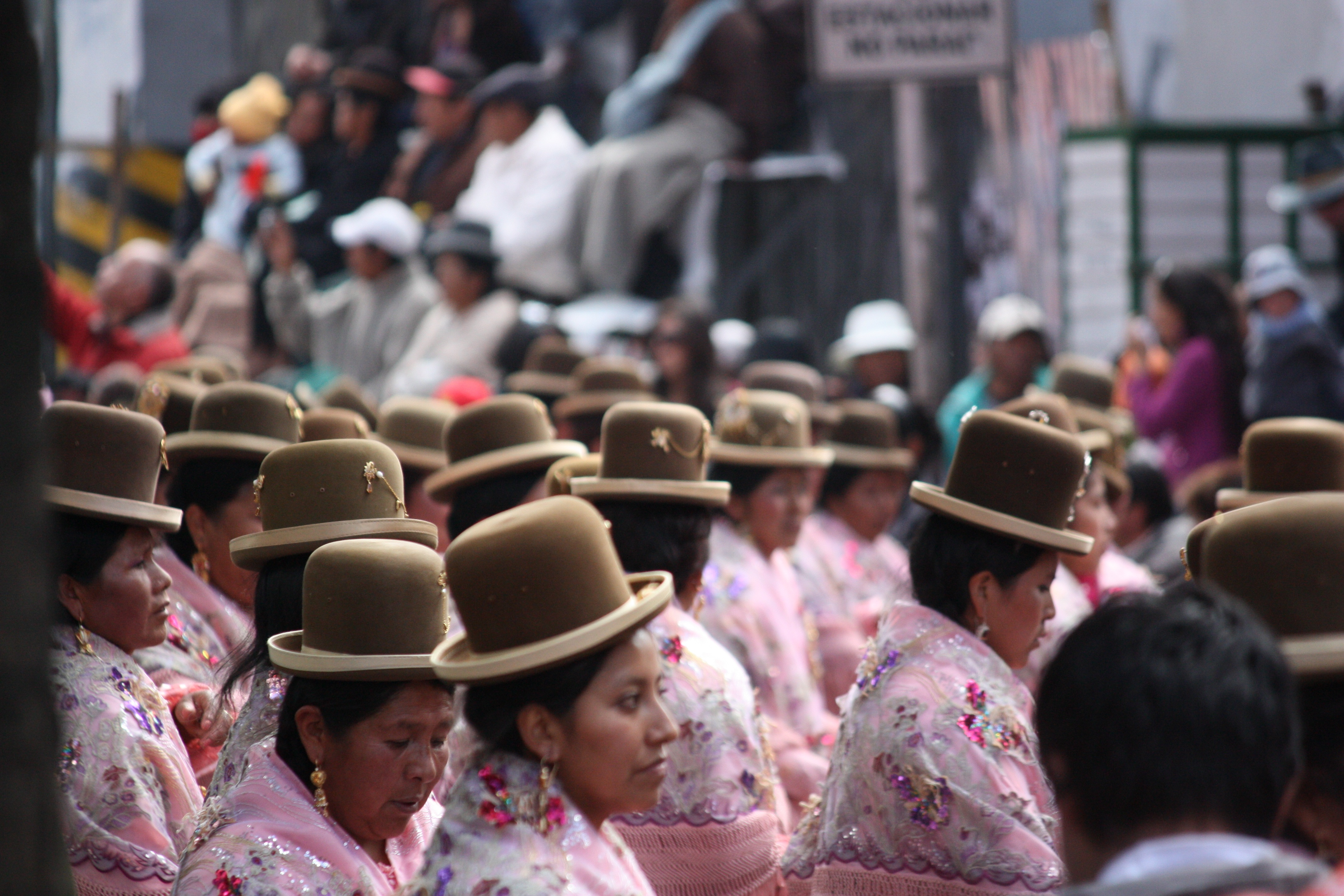
Femmes paceñas en habit traditionnel de La Paz.

Lors du recensement de la population bolivien de 2012, la population de La Paz est établie à 764 617 habitants, faisant de la ville la troisième plus peuplée du pays après Santa Cruz de la Sierra et El Alto, sa banlieue. En 2020, la population de la ville est estimée à 816 000 habitants. 
La hausse plus marquée de la population de La Paz débute au début du XXe siècle. En 1950, la population est de 320 000 habitants. Elle baisse substantiellement en 1985 cependant lorsque El Alto se sépare de La Paz afin de devenir une municipalité autonome et emporte avec elle plus du tiers de la population. La Paz est longtemps la plus peuplée de la Bolivie, avant que Santa Cruz et El Alto connaissent une augmentation exponentielle de leur population, à partir des années 1990 et 2000 respectivement.
La population est composée à 52 % de femmes et une proportion de 68,2 % sont âgés entre 15 et 64 ans. Le taux d'alphabétisation est de 98,2 %,. La région métropolitaine de La Paz regroupe 65 % de la population départementale.

## Éducation

### Universités
| Création | Université                               | Université | Université | Rang mondial 2012 | Rang Amérique Latine 2012 | Production Académique | Rang national | Logo | Web       |
| 1830     | Universidad Mayor de San Andrés          | UMSA       | Estatal    | 2 266             | 182                       | -                     | 2             |      | UMSA      |
| 1994     | Universidad Católica Boliviana San Pablo | UCB        | Privada    | 3 449             | 308                       | -                     | 3             |      |           |
| -        | Universidad Central de Bolivia           | UNICEN     | Privada    | 4 919             | 489                       | -                     | 5             |      |           |
| -        | Universidad Privada del Valle            | UPV        | Privada    | 7 686             | 757                       | -                     | 8             |      |           |
| -        | UP Boliviana                             | UPB        | Privada    | 8 206             | 822                       | -                     | 9             |      |           |
| 1950     | Escuela Militar de Ingeniería            | EMI        | Estatal    | 10 670            | 1 103                     | -                     | 13            |      | EMI       |
| -        | Universidad de Aquino Bolivia            | UDABOL     | Privada    | 11 246            | 1 170                     | -                     | 15            |      | UDABOL    |
| -        | Universidad Salesiana de Bolivia         |            | Privada    | 11 280            | 1 174                     | -                     | 16            |      | Salesiana |
| -        | Universidad Nur Bolivia                  |            | Privada    | 12 461            | 1 333                     | -                     | 18            |      | NUR       |
| -        | Universidad Loyola                       |            | Privada    | 13 398            | 1 499                     | -                     | 20            |      | Loyola    |
| -        | Université andine Simón Bolívar          | UASB       | Estatal    | 13 418            | 1 506                     | -                     | 21            |      | UASB      |

## Personnalités

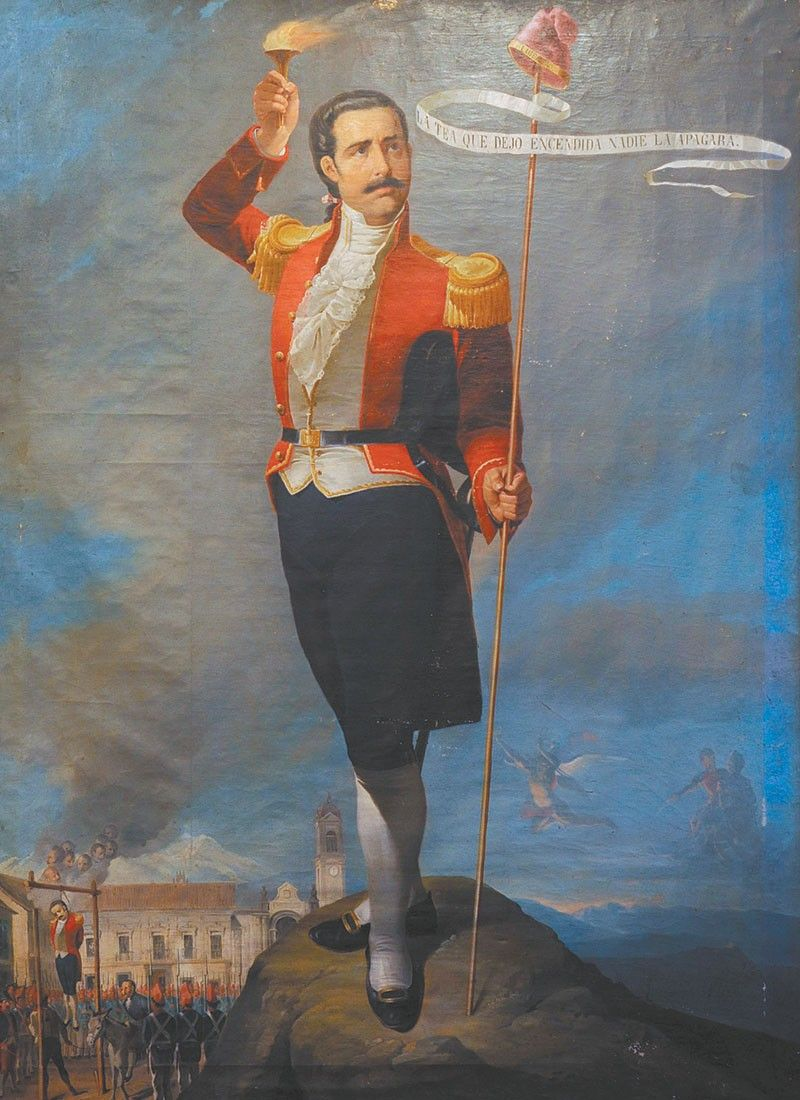
Exécution de Pedro Domingo Murillo.

La personnalité la plus importante de La Paz est Pedro Domingo Murillo, (1757 - 1810), révolutionnaire, précurseur de l’indépendance de la Bolivie et héros national.
- Andrés de Santa Cruz (1792 – 1865), né à la Paz, militaire et homme politique sud américain, président du Pérou et de la Bolivie (1829-1839).
- Modesta Sanginés Uriarte (1832-1887), compositrice et écrivaine.
- José Manuel Pando (1849 – 1917), né à proximité de La Paz, homme politique bolivien, président de la Bolivie de 1899 à  1904.
- Alcides Arguedas (1879 - 1946) écrivain, historien et homme politique bolivien, né à La Paz.
- Ana Rosa Tornero (1907–1984) née à La Paz, écrivaine, journaliste, réformatrice sociale et féministe bolivienne y est également professeure de philosophie et de lettres.
- Marina Nuñez del Prado (1910 - 1995), née à la Paz, sculpteur.
- Yolanda Bedregal (1916 à La Paz - 1999), poétesse bolivienne, née et morte à La Paz.
- Jorge Sanjinés (1937) né à La Paz, cinéaste.
- Nardi Suxo (née à La Paz en 1961), ministre et ambassadrice.
- Cristina Corrales (1962-2010), née et morte à La Paz, animatrice de radio, maire de La Paz de 2000 à 2005.
- Luis Arce (1963- ) né à La Paz, économiste et homme d'État bolivien.
- Ramiro Castillo (1966 - 1997) mort à La Paz, footballeur des années 1980 et 1990.
- Catalina Razzini (1984-), scénariste et réalisatrice

## Sport

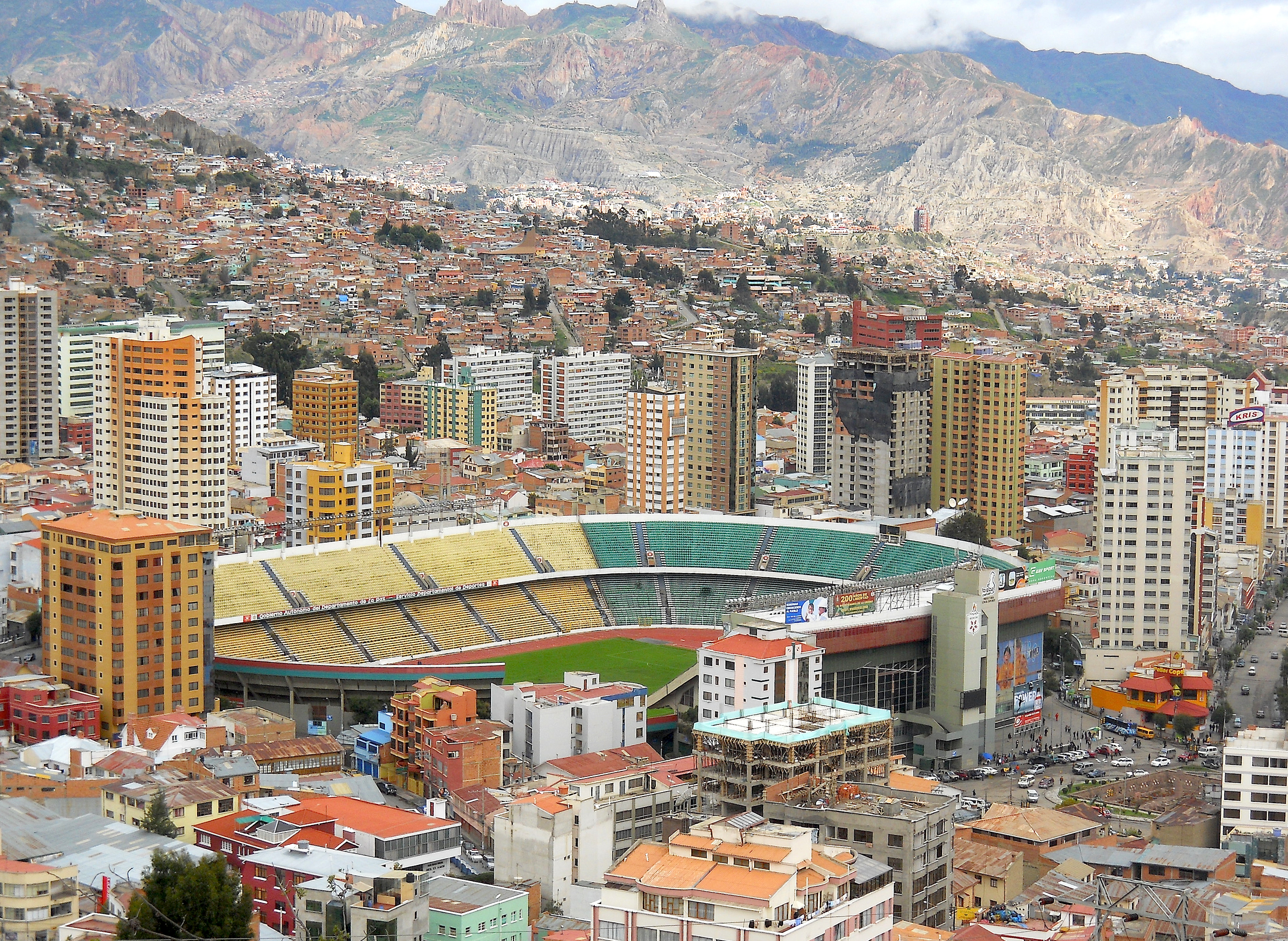
Estadio Hernando Siles

| Équipe             | Sport    | Compétition                          | Stade                             | Création | Logo |
| Club Bolívar       | Football | Liga de Fútbol Profesional Boliviano | Estadio Libertador Simón Bolívar  | 1925     |      |
| The Strongest      | Football | Liga de Fútbol Profesional Boliviano | Estadio Rafael Mendoza Castellón  | 1908     |      |
| La Paz Fútbol Club | Football | Liga de Fútbol Profesional Boliviano | Complejo Deportivo de Alto Irpavi | 1989     |      |

## Spécialités culinaires
- Chairo, soupe traditionnelle du peuple aymara.

## Curiosités
Plusieurs records sont dus à l'altitude de la cité (3 640 m) :
- capitale administrative la plus haute du monde (la capitale constitutionnelle de la Bolivie est Sucre) ;
- aéroport international le plus élevé ;
- l'eau pure y bout à 87 °C ;
- stade olympique agréé le plus haut. La FIFA a émis une règle interdisant l'organisation de matchs officiels dans des stades à plus de 2 500 m d'altitude. La Bolivie fit une demande spéciale, précisant que ses infrastructures sportives se situaient dans des villes au-delà de la limite. Les Boliviens se sentaient lésés et auraient dû fournir un effort financier important pour déménager et organiser tous les événements sportifs dans la seule ville de Santa Cruz de la Sierra, située dans les plaines orientales.

Par ailleurs, la culture aymara encore très présente à La Paz permet aux touristes de découvrir des produits typiques et liés au surnaturel dans le marché des sorcières situé dans le quartier touristique, à l'écart du grand marché ouvert.

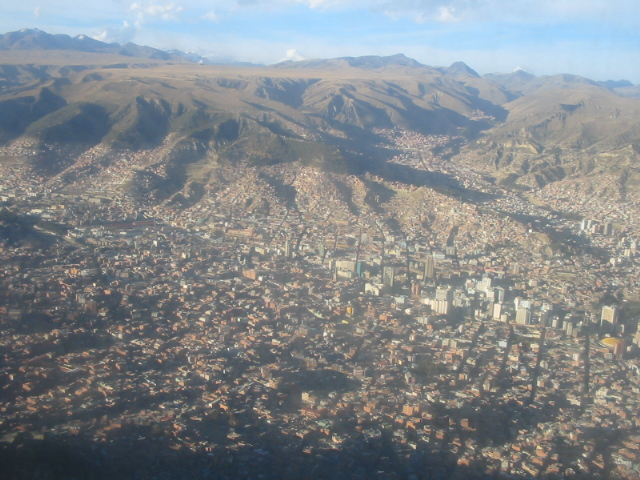
Vue aérienne de La Paz.
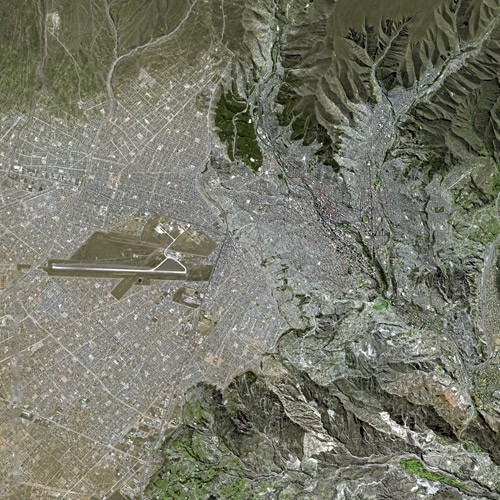
La Paz vu par le satellite Spot.
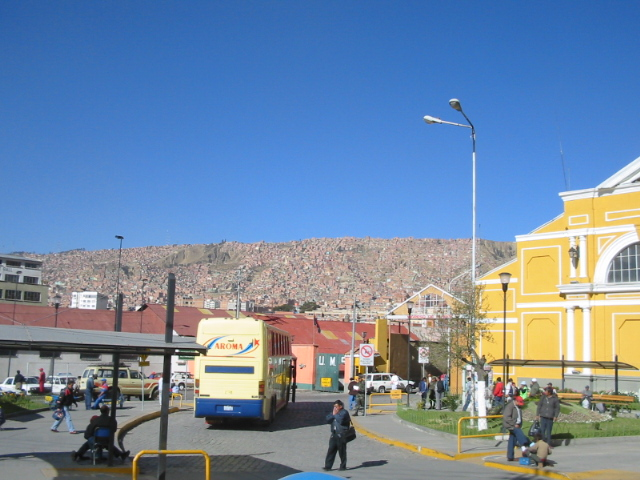
Gare routière de La Paz.
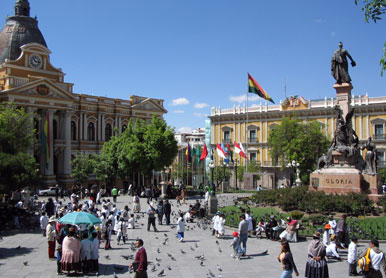
La Plaza Pedro Domingo Murillo.
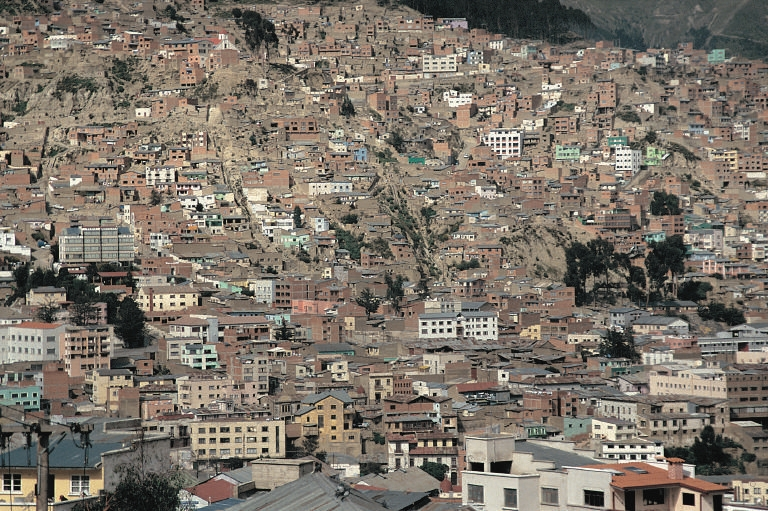
Densité urbaine à La Paz.
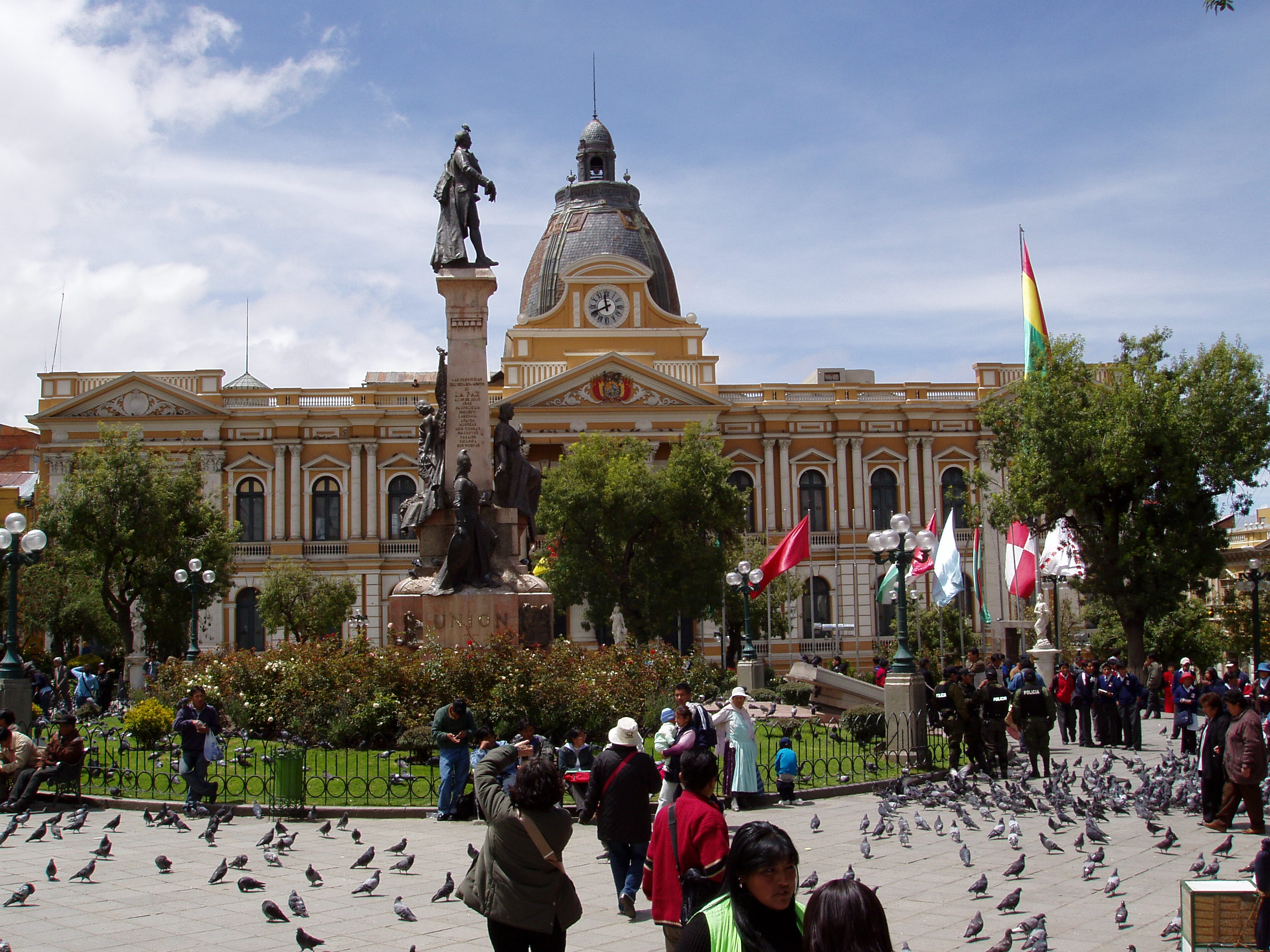
Le Palais du gouvernement, vue depuis la place Murillo.